# Yang Yo-seob
Yang Yo-seob (coreano: 양요섭 (); Seúl, 5 de enero de 1990), también conocido como Yoseob, es un cantante y actor surcoreano. Es miembro y vocalista principal del grupo masculino surcoreano Highlight.

## Biografía
Yang nació en Seúl, Corea del Sur, el 5 de enero de 1990, en una familia pequeña con una hermana mayor, Yang Hae-yeon. Su nombre Yoseob era la versión Hanja del nombre Joseph, que luego fue adaptado por su abuelo. Se interesó por la música y comenzó a practicar el canto tras escuchar la música de Brian McKnight. Luego, escuchó mucha música de estilo similar, pero se dio cuenta de que no debía apegarse a un género específico y empezó a disfrutar también de música de baile y rock. Cuando estaba en la escuela secundaria, se unió a una banda escolar donde tocó mucho hard rock y metal en sus actuaciones. Yang quería experimentar con el rock moderno; sin embargo, sus superiores en ese momento dijeron que eso arruinaría el ambiente y, al final, no tendría éxito.
Yang fue aprendiz en JYP Entertainment, pero se fue tras recibir una mala nota en las evaluaciones de práctica. Luego se unió a M Boat Entertainment (una antigua compañía hermana de YG Entertainment), donde se entrenó durante cinco años antes de trasladarse a Cube Entertainment, donde se unió a Beast. Mientras aún era aprendiz en Cube Entertainment, se convirtió en bailarín de respaldo de AJ, su futuro compañero de grupo y ex amigo de la secundaria, ahora conocido como Lee Gi-kwang, en los videos musicales y actuaciones en vivo de "Wiping the Tears" y "Dancing Shoes".
Yang es el vocalista principal de Beast (actualmente llamado Highlight). Lanzó un sencillo digital junto con Daniel de Dalmatian titulado "First Snow and First Kiss", y participó en bandas sonoras para varios dramas coreanos como "Happy Birthday" para More Charming by the Day, "I Cherish That Person" para My Princess y "Loving You" para All My Love. Yang también ha participado en varios programas de televisión, incluido "Oh! My School" de KBS.
Yang Yoseob asistió al Instituto de Medios y Artes Dong-ah, anteriormente conocido como Dong-Ah Broadcasting College, y se graduó en 2014.
El 24 de enero de 2019, Yang comenzó su servicio militar obligatorio como oficial de policía reclutado, y fue dado de baja el 30 de agosto de 2020.

## Carrera

### Highlight (antes conocido como Beast)
El grupo ha lanzado cinco álbumes de estudio, trece EP coreanos y varios sencillos. Yang es el vocalista principal.

### Carrera en solitario
Junto con su compañero de Beast Junhyung, el MC Lee Hyukjae, Moon Heejun (anteriormente miembro de H.O.T) y Kim Sook, Yang dio la bienvenida a turistas japoneses en la campaña "Visit Seoul 2010", donde los turistas japoneses, junto con las celebridades, exploraron Seúl a través de Star Guide Doshiraku de MBC, para así mostrar sus principales lugares de interés y la gastronomía de Seúl. El 16 de julio de 2010, Yang participó en la banda sonora oficial del drama coreano More Charming By The Day, con la canción "Happy Birthday".
El 29 de noviembre de 2010, Yang lanzó un sencillo digital junto con Daniel de Dalmatian titulado "First Snow and First Kiss". Ambos eran amigos desde sus años de aprendices en M Boat Entertainment. También se convirtió en miembro permanente del elenco del programa de KBS Oh! My School (también conocido como 100 Points out of 100), junto con otros ídolos como Lee Joon de MBLAQ, Hyoseong de Secret, Soyeon de T-ara, Min de Miss A y Simon Dominic.
Yang fue elegido para su primer musical como Ji Yong en Kwang Hwa Moon Love Song. El musical comenzó sus funciones el 20 de marzo de 2011 y finalizó el 10 de abril de 2011. También contribuyó a la banda sonora de My Princess, con la canción "Cherish That Person" que fue lanzada el 7 de febrero de 2011. El 1 de mayo de 2011, KBS anunció planes para crear un nuevo programa de variedades de canto con un elenco compuesto exclusivamente por ídolos titulado Immortal Songs 2 – Sing the Legends; Yang fue uno de los artistas elegidos en las formaciones originales. Recibió el primer lugar en el episodio piloto del programa con su interpretación de "Eomma (엄마, lit. Madre)", lo que ayudó a silenciar a los críticos que habían descartado que sus habilidades para el canto eran solo una exageración. Sin embargo, el 8 de junio de 2011, el programa anunció que Yang dejaría el programa debido a su conflictiva agenda de promociones en el extranjero con Beast. Expresó que, aunque se sentía sumamente estresado por competir contra sus compañeros, sentía arrepentimiento de tener que retirarse. Yang dijo: "Cuando decidimos retirarnos, sentí un poco de alivio. Fue muy estresante y agobiante. Sin embargo, al mismo tiempo, me sentí arrepentido. No creo que haya podido mostrar todo lo que tenía. Si surgiera otra oportunidad de estar en el programa nuevamente, definitivamente la aprovecharía. Creo que lo haré. Quiero mostrar diferentes facetas de mí mismo".
Yang apareció en la primera canción en solitario de Bang Yong-guk, "I Remember", que fue compuesta conjuntamente por Bang y Chance de One Way. La canción ganó mucho interés del público y se convirtió en un éxito. Sin embargo, Yang no pudo cantar "I Remember" con Bang Yong-guk en vivo.
El 27 de septiembre de 2011, se lanzó la primera parte de la banda sonora original de la serie de televisió de KSB 'Poseidon', que contó con la participación de Yang. Su canción, "No", fue compuesta conjuntamente entre Rado (de "Hello" de Huh Gak) y el dúo de productores musicales Ji In y Wontag, los hombres que están detrás de varios de los sencillos más exitosos de MBLAQ. La canción presenta una letra triste sobre un hombre que no tiene más opción que dejar ir a su amante.
Yang lanzó su álbum en solitario el 26 de noviembre de 2012. Las cinco canciones fueron producidas por su compañero de banda, Jun Hyung, incluida la canción principal, "Caffeine". El vídeo musical de "Caffeine" fue lanzado dos días después, el 28 de noviembre. Un video musical de su canción "Even then, I" fue lanzado el 14 de febrero de 2013, como regalo de San Valentín para sus fans.
Yang fue elegido como uno de los jueces y entrenadores de The Voice Korea Kids o Voice Kids para abreviar. Los concursantes tenían entre 6 y 14 años. En esa edición, se convirtió en el entrenador más querido por los concursantes del programa.
Yang se unió a I Live Alone de MBC, un programa de variedades que muestra la vida diaria de celebridades solteras masculinas que viven solas.
En diciembre de 2013, interpretó el papel principal en una producción de Seúl de Joseph and the Amazing Technicolor Dreamcoat y fue mencionado en el New York Times.
Yang dejó I Live Alone, después de unos cortos seis meses al aire, debido a sus responsabilidades y horarios como miembro de Beast. Dijo que debido a su gira por Japón en 2014, junto con su próximo regreso planeado para abril de 2014, no podría participando en el programa.
En marzo de 2014, se anunció que Yang participaría en la nueva versión musical de la exitosa serie dramática de comedia romántica de 2004 Full House, como el personaje principal, Lee Young-jae. El musical se estrenó en abril de 2014.
El 20 de septiembre de 2021, Yang lanzó su primer álbum de estudio en solitario, Chocolate Box, con "Brain" como sencillo principal.

## Discografía

### Álbumes de estudio
- Chocolate Box (2021)

## Filmografía

### Espectáculos de variedades
| Año       | Título                                | Papel             | Notas                                    |
| --------- | ------------------------------------- | ----------------- | ---------------------------------------- |
| 2011      | School Variety 100 Points Out of 100  | MC/Reparto fijo   |                                          |
| 2011      | Immortal Songs                        | Invitado          |                                          |
| 2012      | 1 vs. 100                             | Invitado          | Episodio 260                             |
| 2013      | The Voice Kids – Korea                | Juez/Entrenador   |                                          |
| 2013      | I Live Alone                          | Elenco            | Episodio 28-45                           |
| 2015      | Let's Eat with Friends                | Elenco            |                                          |
| 2016      | Law of the Jungle (en Timor Oriental) | Elenco            |                                          |
| 2017      | Fantastic Duo Season 2                | MC                |                                          |
| 2020-2021 | King of Mask Singer                   | Concursante       | como "Gato Buttumak" (episodios 273-290) |
| 2022      | Artistock Game                        | Agente de usuario | [ 25 ]                                   |

### Dramas televisivos
| Año  | Título                | Papel        | Notas               |
| ---- | --------------------- | ------------ | ------------------- |
| 2012 | Seoyoung, My Daughter | Yang Yo-seob | Cameo – Episodio 25 |
| 2015 | Let's Eat 2           | Yang Yo-seob | Cameo – Episodio 16 |

### Programas web
| Año  | Título                     | Papel     | Notas             | Ref.   |
| ---- | -------------------------- | --------- | ----------------- | ------ |
| 2020 | COMEBACK SHOW MU:TALK LIVE | Anfitrión |                   |        |
| 2022 | Delivery 2                 | Anfitrión | con Son Dong-woon | [ 26 ] |
| 2022 | My Playlist                | Anfitrión | con Seo Eun-kwang | [ 27 ] |

### Teatro musical
| Año       | Título                                       | Papel                | Notas           |
| --------- | -------------------------------------------- | -------------------- | --------------- |
| 2011      | Gwanghwamun Sonata                           | Ji Yong              | Papel principal |
| 2013      | Joseph and the Amazing Technicolor Dreamcoat | Joseph               | Papel principal |
| 2014      | Full House                                   | Lee Young Jae        | Papel principal |
| 2014      | Zorro                                        | Zorro                | Papel principal |
| 2015      | Robin Hood                                   | Príncipe Philip      | Papel principal |
| 2015      | Cinderella                                   | Príncipe Christopher | Papel principal |
| 2017      | Those Days                                   | Moo Young            | Papel principal |
| 2020      | Those Days                                   | Moo Young            | Papel principal |
| 2021-2022 | Something Rotten                             | Nick Bottom          | Papel principal |

### Programa de radio
| Año       | Título                       | Papel       | Ref.   |
| --------- | ---------------------------- | ----------- | ------ |
| 2018-2019 | Yang Yoseob's Dreaming Radio | DJ          |        |
| 2022      | Gikwang's Song Plaza         | DJ especial | [ 29 ] |

## Conciertos

### Tours coreanos
- 2018 YANG YOSEOB Solo Concert <白> - Gran Palacio de la Paz de la Universidad Kyunghee, Seúl (16 al 17 de junio de 2018)[30]